# Accelerator (personaggio)
Accelerator (一方通行?, Akuserarēta) è un personaggio immaginario e uno dei protagonisti della serie di light novel A Certain Magical Index di Kazuma Kamachi e dei relativi adattamenti. È anche il protagonista del manga spin-off A Certain Scientific Accelerator e appare come antagonista nella serie A Certain Scientific Railgun.

## Il personaggio
Accelerator è il più potente esper di Academy City ed è un Level 5. Il suo vero nome è sconosciuto, anche se egli ricorda che il suo cognome era composto da due caratteri e il suo nome invece da tre caratteri. Egli appare per la prima volta come antagonista nel terzo volume della serie di light novel, ma diventa poi protagonista della parte scientifica dei personaggi di più storie della serie A Certain Magical Index. Il suo nome è scritto come "Ippōtsūkō", che significa "Strada a senso unico". È un ragazzo sadico che ha circa la stessa età di Tōma con la capacità di riflettere o controllare qualsiasi vettore che tocca, compresi quindi anche il movimento, il calore, l'elettricità e il vento. È a causa della sua capacità che ha un aspetto albino, poiché blocca tutte le radiazioni ultraviolette.

## Storia

### InA Certain Magical Index
Nel quinto romanzo della serie si parla degli eventi che lo riguardano avvenuti precedentemente alla sua prima apparizione, avvenuta nel 3° romanzo. Accelerator è stato portato nella Città Accademica in giovane età, quando i suoi poteri sono stati scoperti, ma a causa della scarsa conoscenza dei suoi poteri, la gente lo teme e in alcuni casi ha cercato di ucciderlo. A causa delle numerosi tentativi di attaccare la sua vita e dei numerosi esperimenti eseguiti su di lui, Accelerator è divenuto un ragazzo sadico e tutto ciò gli impedisce di fidarsi in nessuno, eccetto che Kikyou Yoshikawa, l'unica scienziata che si sia mai curata di lui e che gli salvò la vita.
La sua capacità unica lo ha reso oggetto di un esperimento per tentare di creare il primo esper di Level 6; secondo il miglior supercomputer della Città Accademica, Tree Diagram (che era senza precedenti come capacità, prima di venir distrutto dal Soffio del Drago di Index), questa impresa potrebbe essere raggiunta solo con l'uccisione di 128 esper di Level 5 senza un singolo errore. Dato che ci sono solo altri sei Level 5 conosciuti nella Città Accademica, è stato formato un piano alternativo per "salire di livello", che consiste nel far uccidere ad Accelerator 20.000 esper di Level 3: i cloni della Railgun Mikoto Misaka. Egli si unisce volentieri all'esperimento per guadagnare una reputazione tale che lo avrebbe reso il più potente e temuto esper, tanto che nessuno sarebbe stato tanto sciocco da sfidarlo. Mikoto cerca di interrompere l'esperimento per salvare le Sisters, ma tuttavia non riesce nel suo intento. Successivamente, dopo che è venuto a conoscenza del problema, il Level 0 Tōma progetta di sconfiggere Accelerator, rendendo l'esperimento fallito in quanto un Level 5 sarebbe stato battuto da un Level 0. Dopo un duro scontro, con l'aiuto di Mikoto Tōma sconfigge Accelerator scoperto il suo punto debole: Accelerator è fisicamente debole a causa della sua totale fiducia nel suo potere e la sua eccessiva fiducia nelle sue capacità esper lo hanno portato alla sconfitta, in quanto Tōma lo colpisce con un forte pugno utilizzando il suo Imagine Breaker e le sue abilità da combattente da strada.
Dopo la sua sconfitta nel terzo volume delle light novel, si capisce che Accelerator non è mai stato davvero un "cattivo", ma che era spinto dal suo stesso potere a combattere contro i cloni e ad ucciderli perché certo di non riuscire a salvarli in alcun modo. Ottiene quindi un ruolo più eroico in quanto deve proteggere una nuova conoscenza: una bambina di circa dieci anni di nome Last Order, che si crede essere l'ultimo clone del progetto delle Misaka Imouto ormai andato in fallimento. Durante il loro incontro, Last Order viene rapita da uno degli studiosi che portava avanti il progetto di Radio Noise, Amai Ao. Accelerator viene a conoscenza del virus che avrebbe infettato tutto il Misaka Network tramite Last Order e, su ordine di Yoshikawa Kikyo, decide di provare a salvarla anche se ancora sotto le vesti di un "cattivo". Nel corso del processo di salvataggio della bambina e di tutti i cloni del Network, Amai spara ad Accelerator che però riesce a salvare la piccola nonostante riporti delle gravissime ferite che gli danneggeranno il sistema cerebrale, tanto da non riuscire più ad usare al 100% il suo potere e nemmeno a muoversi liberamente; per poter camminare dovrà usare una stampella. Grazie al dottore con la faccia di rana, riesce a recuperare parte delle sue facoltà appoggiandosi al Misaka Network tramite un sistema ad elettrodi che porterà al collo. Per il suo funzionamento è necessaria una batteria che all'inizio non dura più di quindici minuti; ma più avanti, quando farà parte della squadra GROUP, tramite l'oscurità di Gakuen Toshi riuscirà a raggiungere mezz'ora.
Accelerator riesce a risvegliare quasi del tutto il suo potere alla fine del volume 13 in una lotta all'ultimo sangue con Kihara Amata, l'uomo che si era accorto dei suoi poteri e si era occupato di lui durante il Dark May Project. Pare che la sua forma risvegliata al massimo venga raggiunta durante il volume 15 nel combattimento contro Kakine Teitoku, il secondo Level 5 più forte di Gakuen Toshi possessore del potere Dark Matter. Durante questa lotta, il ragazzo riesce a sviluppare del tutto le ali nere che si erano quasi spiegate durante il combattimento con Kihara Amata e riduce a pezzi l'avversario, del quale non dimenticherà mai l'insegnamento che gli ha dato e al quale penserà continuamente durante ogni scontro che affronterà. Proprio alla fine del combattimento con Kihara Amata, Accelerator si unisce alla squadra GROUP insieme a Musujime Awaki, Unabara Mitsuki e Tsuchimikado Motoharu. GROUP è un'organizzazione guidata dall'oscurità di Gakuen Toshi che si occupa di "lavori sporchi", alla quale inizialmente non partecipa in modo entusiasmante, ma andando avanti si abituerà sia alla situazione che ai suoi compagni, ma cercando sempre di agire a modo suo.
Durante gli eventi del volume 19 il ragazzo conosce Aiwass, un'entità asessuata che gli spiega il motivo per il quale a volte Last Order potrebbe sentirsi male ed arrivare quasi a morire: la manifestazione delle entità composte da particelle AIM (come lei stessa). Dato che la bambina ne è già affetta, Aiwass gli dice di andare in Russia, dove troverà il modo di salvarla. Una volta arrivato lì si imbatte in un nuovo clone: Misaka WORST. Questa combatte contro di lui cercando di fargli perdere la fiducia che ha acquisito nel tempo dopo il progetto di Radio Noise, ma lui non si lascia sopraffare e la sconfigge, facendola ricredere e costringendola ad aiutarlo usando metodi "non cattivi". Nonostante l'aiuto di Elizarina, Accelerator non riesce a trovare alcun metodo per salvare Last Order, fin quando decide di usare la sua ultima carta: la magia. Grazie all'aiuto di Misaka WORST e Kazakiri Hyouka, Accelerator usa i suoi vettori per analizzare una canzone di Index immagazzinata nel Misaka Network e riesce a capirla, portando a termine la formula magica e salvando la bambina che si riprende del tutto. Avendo utilizzato la magia, Accelerator rimane gravemente ferito, ma sentendo che Fiamma ha liberato una grande quantità di telesma, fa del suo meglio per distruggere la Stella di Betlemme e si risveglia del tutto: sulla schiena gli spuntano delle ali bianche e sulla testa un'aureola. Riesce nel suo intento e viene prelevato dall'oscurità di Gakuen Toshi che gli somministra le cure necessarie, ma dopo il suo risveglio minaccia tutti i presenti sull'elicottero dove si trovava al fine di distruggere l'oscurità stessa che elimina tutti i gruppi che si erano formati fino a quel momento, GROUP compreso. Durante la sosta in Russia, si scontra anche con Kamijou Touma, per il quale prova una profonda rabbia per il suo titolo di "eroe". Accelerator continua a proclamarsi un cattivo e combattono l'uno contro l'altro, ma Touma gli fa capire che non è la parte dalla quale si è schierati a fare la differenza, ma l'importante è mantenere saldo il desiderio di proteggere qualcuno.

### InShinyaku: To aru majutsu no index
Alla fine della Terza Guerra Mondiale svoltasi in Russia, Accelerator ritorna a Gakuen Toshi dove nasce una nuova minaccia: il nuovo gruppo dell'oscurità di Gakuen Toshi le "Matricole". Una di loro viene riconosciuta subito dal ragazzo, si tratta di Kuroyoru Umidori, una ragazza che era stata studiata ed utilizzata insieme a lui (e a Kinuhata Saiai di ITEM) nel Dark May Project. Accelerator viene coinvolto, insieme ad Hamazura Shiage, nel salvataggio della piccola Fremea Seivelun. I due si batteranno fino alla morte per lei, ma alla fine arriverà Kamijou Touma a salvare la situazione che sembrava ormai disperata.
Nel secondo volume del Nuovo Testamento, Accelerator conosce Leivinia Birdway, leader della cabala magica "Akeiro no Hizashi", la quale racconta a lui e agli altri due eroi ciò che è accaduto durante la guerra, gli schieramenti che si sono formati e la situazione nella quale si trovano. Anche se i loro obiettivi sono diversi, decidono di collaborare con lei e nel volume successivo combatteranno insieme contro l'organizzazione GREMLIN. Accelerator ha modo di approfondire, anche se di poco, la conoscenza con la ragazzina che gli intima di poter osservare come esegue la magia, se ne è interessato. Il ragazzo approfondisce, anche se di poco, la conoscenza con Misaka Mikoto con la quale ha un discorso in sospeso.
Nel quinto volume, Accelerator è alle prese con Last Order che da un momento all'altro scompare dall'appartamento di Yomikawa. Alla fine ogni ricerca sarà vana e la bambina tornerà da sola, ma con un problema. Infatti, durante la sua divertente fuga insieme a Fremea, incontra Fräulein Kreutune, decisa a divorarle il cervello. Accelerator non dovrà solo trovare il modo di salvare la bambina, ma dovrà vedersela anche con un nemico quasi inatteso: Kakine Teitoku, risvegliato da Kihara Yuuitsu, la quale gli ordina di distruggere tutto ciò che desidera.

## Poteri e abilità
A causa dei suoi poteri Accelerator è stato preso di mira fin da piccolo. Non si sa esattamente quando e come siano comparsi i poteri di Accelerator, ma già da bambino ne era in possesso. Le sue abilità consistono maggiormente nei suoi poteri molto pericolosi, infatti nello scontro con Tōma viene sconfitto perché si affida solo ai suoi poteri e quando Tōma lo colpisce con il suo Imagine Breaker, Accelerator non riesce ad usare i suoi poteri e quindi si sente quasi “inutile”. Accelerator può manipolare direzione, intensità e verso dei vettori con cui viene a contatto, un'abilità che unita alle sue capacità di calcolo lo rendono molto pericoloso. Ha usato questa facoltà in molti modi, soprattutto come scudo per riflettere qualunque attacco, anche quelli che non percepisce, ma anche per muoversi più velocemente, colpire con più forza o trasformare gli oggetti che lancia in pericolosi proiettili. Ha anche impedito ad una persona di dissanguarsi e riprogrammato un cervello manipolando i vettori del flusso sanguigno e dei neuroni. Tuttavia, se è impegnato in manipolazioni complesse come quest'ultima il suo cervello non riesce a portare a termine altri calcoli e l'esper rimane esposto ad eventuali attacchi. Dopo essere stato colpito da un proiettile al lobo frontale le sue capacità di calcolo saranno seriamente compromesse e dovrà quindi avvalersi di un Reflex per avere accesso a trenta minuti di potere. Dovrà anche portare con sé una stampella. 
Durante lo scontro con Amata Kihara, dalla schiena di Accelerator sono comparse due "ali" di una misteriosa sostanza nera con le quali ha facilmente distrutto un muro in cemento ed ucciso l'uomo, il quale, prima di morire, specula che la vera natura del potere dell'esper sia quella di un angelo.